# Herbert Beck (Kunsthistoriker)
Herbert Beck (* 30. April 1941 in Hanau) ist ein deutscher Kunsthistoriker und Museumsdirektor.

## Leben
Beck studierte ab 1961 Kunstgeschichte, Klassische Archäologie und Neuere Deutsche Literatur an den Universitäten von München und Frankfurt am Main. Hier wurde er 1967 zu einem Thema über Barockaltäre promoviert. 1969 übernahm er die Leitung der Städtischen Galerie Liebieghaus – Museum Alter Plastik in Frankfurt am Main, dessen Direktor er 1981 wurde.
Daneben hielt Beck regelmäßig Lehrveranstaltungen an der Universität Marburg, der Universität Tübingen und am Kunstgeschichtlichen Institut der Universität Frankfurt am Main, seit 1991 als Honorarprofessor.
1994 wurde Beck auf Betreiben des damaligen Vorsitzenden der Städel-Administration Hermann Abs als Nachfolger von Klaus Gallwitz zum Direktor des benachbarten Städelschen Kunstinstituts berufen, behielt aber gleichzeitig die Leitung des Liebieghauses. Aus Altersgründen schied er 2006 aus, sein Nachfolger in beiden Museen wurde Max Hollein. Im selben Jahr berief ihn der Verein zur Förderung des Kunsthistorischen Instituts in Florenz, München, zum Vorsitzenden.
In seiner Amtszeit verfasste er zahlreiche Schriften zur mittelalterlichen Skulptur und erweiterte die Sammlungen der Häuser um bedeutende Stücke, von denen das Alabasterrelief einer Dreifaltigkeitsgruppe des Bildhauers Hans Multscher (um 1430) eines der künstlerisch und historisch wichtigsten war.
Von 1998 bis 2004 fungierte Beck als Gründungsvorsitzender der Kulturinitiative RheinMain. Von 2008 bis 2012 war er Gründungsgeschäftsführer des Kulturfonds Frankfurt RheinMain; heute ist er Mitglied dessen Kuratoriums.

## Auszeichnungen
2005 wurde Beck der Hessische Verdienstorden verliehen, im gleichen Jahr wählte ihn der Verein Deutsche Sprache zum Sprachpanscher des Jahres, da er dem jungen Publikum das Museumsprogramm mit Begriffen wie „Unfinished Print“, „Art after Work“, „Member’s Night“ und „Art Talk for Families“ schmackhaft machen wollte. 2009 erhielt er das Verdienstkreuz 1. Klasse der Bundesrepublik Deutschland und 2012 den Saalburgpreis des Hochtaunuskreises.
Beck lebte in Langen-Oberlinden und lebt in Frankfurt am Main. Er war mit der Kommunalbeamtin Karoline Beck-Krämer (1941–2015) verheiratet.